# Meall Uaine
Meall Uaine är ett berg i Storbritannien.   Det ligger i kommunen Perth and Kinross och riksdelen Skottland, i den norra delen av landet, 600 km norr om huvudstaden London. Toppen på Meall Uaine är 789 meter över havet, eller 142 meter över den omgivande terrängen. Bredden vid basen är 2,4 km.
Terrängen runt Meall Uaine är huvudsakligen kuperad.Runt Meall Uaine är det mycket glesbefolkat, med 7 invånare per kvadratkilometer. Närmaste större samhälle är Pitlochry, 19,2 km sydväst om Meall Uaine. I omgivningarna runt Meall Uaine växer i huvudsak blandskog.